# 5549 Bobstefanik
Az 5549 Bobstefanik (ideiglenes jelöléssel 1981 GM1) a Naprendszer kisbolygóövében található aszteroida. Harvard Observatory fedezte fel 1981. április 1-én.